# Passiflora longifilamentosa
Passiflora longifilamentosa är en passionsblomsväxtart som beskrevs av A.K.Koch, A.Cardoso och Ilk.-borg.. Passiflora longifilamentosa ingår i släktet passionsblommor, och familjen passionsblomsväxter. Inga underarter finns listade i Catalogue of Life.